# Station Heeze-Leende

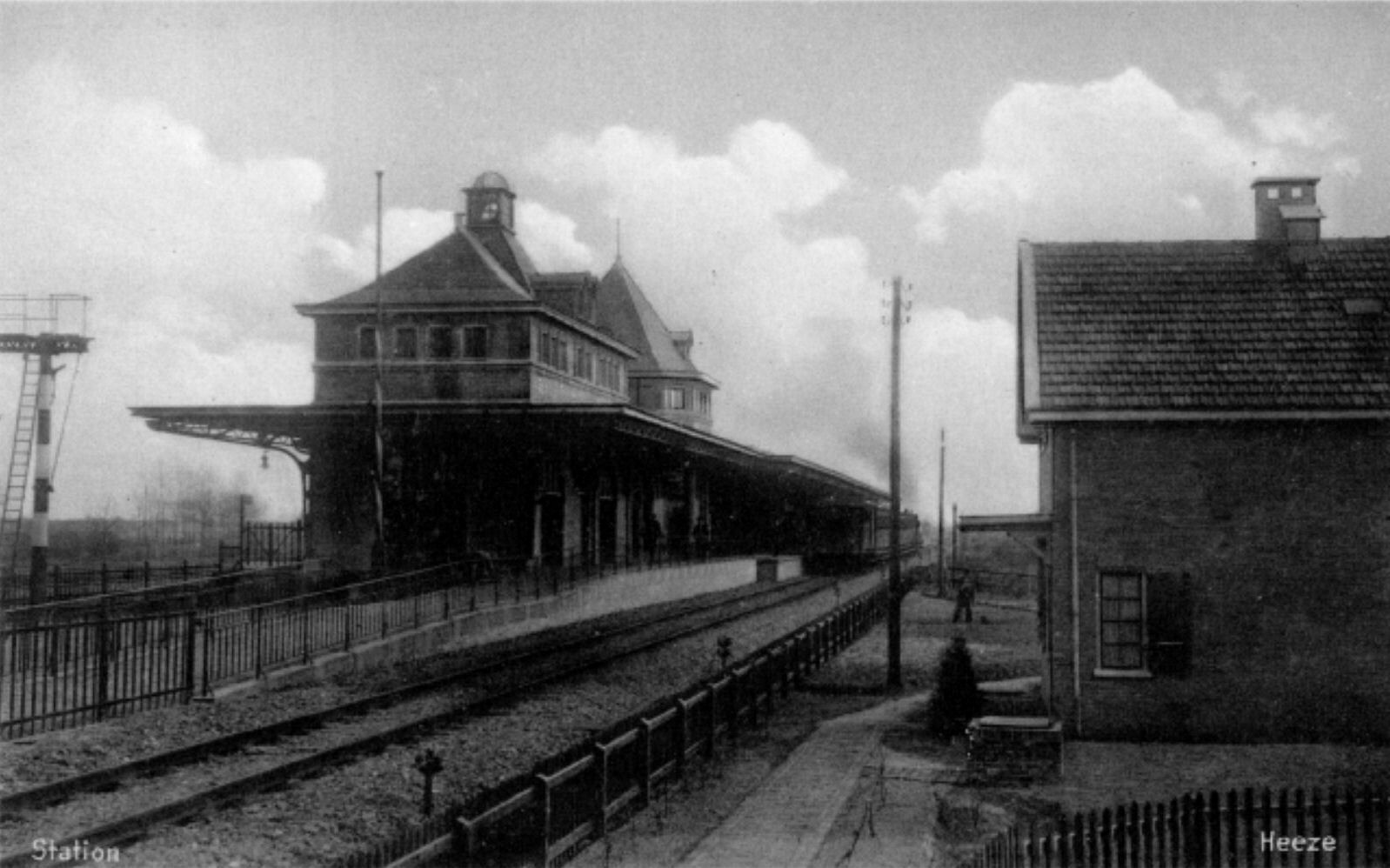
Station Heeze-Leende tussen 1920 en 1930.

Station Heeze-Leende (Hze), nu een inhaalspoor langs de vrije baan met de naam Oud Heeze (Ohze), is een in Heeze gelegen voormalig station en huidig emplacement aan de spoorlijn Eindhoven - Weert. Vanaf de opening van de spoorlijn op 1 november 1913 droeg het de naam Station Heeze, in de jaren zeventig is het naastgelegen dorp Leende aan de naam toegevoegd. Het station was gesitueerd in tussen de huidige overwegen Oude Stationsstraat/Leenderweg (11.5) en Industrieweg/Het Heike (12.3).
Het station werd in 1945 tussen 15 mei en 9 juli korte tijd gesloten. Op 1 mei 1977, tegelijk met de opening van het ongeveer een kilometer noordelijker gelegen station Heeze, werd station Heeze-Leende gesloten. Op de locatie van het voormalige station is het sporenplan is grotendeels ongewijzigd gebleven en dient dit nu als emplacement/inhaalspoor met dienstregelpuntnaam 'Oud Heeze' (Ohze).